# I ragazzi stanno bene
I ragazzi stanno bene (The Kids Are All Right) è un film del 2010 diretto da Lisa Cholodenko, autrice della sceneggiatura assieme a Stuart Blumberg.
Per l'interpretazione del ruolo di Nic, Annette Bening ha vinto al Golden Globe 2011 il premio come migliore attrice in una commedia. Il film ha ottenuto inoltre 4 candidature agli Oscar 2011, al miglior film, alla miglior sceneggiatura originale e agli attori Annette Bening e Mark Ruffalo, rispettivamente come miglior attrice protagonista e miglior attore non protagonista.

## Trama
Jules e Nic sono una coppia, madri di due ragazzi concepiti tramite inseminazione artificiale. Quando la figlia maggiore, Joni, compie diciotto anni, il fratello minore Laser, di quindici, la convince a contattare la banca del seme al fine di scoprire chi sia il loro padre biologico. I ragazzi scoprono che si tratta di Paul, un quarantenne ristoratore donnaiolo che vive alla periferia di Los Angeles. Quando Nic e Jules scoprono l'accaduto sono costrette loro malgrado ad introdurre Paul nel loro ménage familiare.
Comincerà così un difficile rapporto di conoscenza e di sesso che stravolgerà tutta la famigliola allargata.

## Distribuzione
Dopo essere stato presentato in anteprima al Sundance Film Festival, dove ha riscosso un ottimo successo, il film è stato premiato con il Teddy Award alla 60ª Berlinale.
Negli Stati Uniti il film è stato acquistato dalla Focus Features, che lo ha distribuito nelle sale il 9 luglio 2010. In Italia, dopo la presentazione fuori concorso al Festival Internazionale del Film di Roma 2010 ed al Sicilia Queer Filmfest, il film è stato distribuito dalla Lucky Red l'11 marzo 2011.

## Riconoscimenti
- 2011 - Premio Oscar
  - Candidatura Miglior film a Gary Gilbert, Jeffrey Levy-Hinte e Celine Rattray
  - Candidatura Miglior attrice protagonista a Annette Bening
  - Candidatura Miglior attore non protagonista a Mark Ruffalo
  - Candidatura Migliore sceneggiatura originale a Lisa Cholodenko e Stuart Blumberg
- 2011 - Golden Globe
  - Miglior film commedia o musicale
  - Miglior attrice in un film commedia o musicale a Annette Bening
  - Candidatura Miglior attrice in un film commedia o musicale a Julianne Moore
  - Candidatura Migliore sceneggiatura a Lisa Cholodenko e Stuart Blumberg
- 2011 - Premio BAFTA
  - Candidatura Miglior attrice protagonista a Annette Bening
  - Candidatura Miglior attrice protagonista a Julianne Moore
  - Candidatura Miglior attore non protagonista a Mark Ruffalo
  - Candidatura Migliore sceneggiatura originale a Lisa Cholodenko e Stuart Blumberg
- 2010 - Critics' Choice Movie Award
  - Candidatura Miglior cast
  - Candidatura Miglior attrice protagonista a Annette Bening
  - Candidatura Miglior attore non protagonista a Mark Ruffalo
  - Candidatura Migliore sceneggiatura originale a Lisa Cholodenko e Stuart Blumberg
- 2011 - Dorian Awards
  - Performance cinematografica dell'anno ad Annette Bening
  - Candidatura Film dell'anno
  - Candidatura Film a tematica LGBTQ dell'anno
- 2010 - Chicago Film Critics Association Award
  - Candidatura Miglior attrice protagonista a Annette Bening
  - Candidatura Miglior attore non protagonista a Mark Ruffalo
  - Candidatura Migliore sceneggiatura originale a Lisa Cholodenko e Stuart Blumberg
- 2011 - Independent Spirit Award
  - Migliore sceneggiatura a Lisa Cholodenko e Stuart Blumberg
  - Candidatura Miglior film
  - Candidatura Migliore regia a Lisa Cholodenko
  - Candidatura Miglior attrice protagonista a Annette Bening
  - Candidatura Miglior attore non protagonista a Mark Ruffalo
- 2010 - New York Film Critics Circle Award
  - Miglior attrice protagonista a Annette Bening
  - Miglior attore non protagonista a Mark Ruffalo
  - Migliore sceneggiatura a Lisa Cholodenko e Stuart Blumberg
- 2010 - Festival internazionale del Cinema di Berlino
  - Teddy Award a Lisa Cholodenko
- 2010 - Satellite Award
  - Candidatura Miglior film commedia o musicale
  - Candidatura Migliore regia a Lisa Cholodenko
  - Candidatura Miglior attrice in un film commedia o musicale a Annette Bening
  - Candidatura Miglior attrice in un film commedia o musicale a Julianne Moore
  - Candidatura Migliore sceneggiatura originale a Lisa Cholodenko e Stuart Blumberg
- 2011 - Screen Actors Guild Award
  - Candidatura Miglior cast
  - Candidatura Miglior attrice protagonista a Annette Bening
  - Candidatura Miglior attore non protagonista a Mark Ruffalo
- 2011 - AFI Awards
  - Film dell'anno a Gary Gilbert, Jeffrey Kusama-Hinte e Celine Rattray
- 2010 - Academy of Motion Picture Arts and Sciences of Argentina
  - Candidatura Miglior film straniero a Lisa Cholodenko
- 2011 - Eddie Award
  - Candidatura Miglior montaggio in un film commedia o musicale a Jeffrey M. Werner
- 2011 - Black Reel Awards
  - Candidatura Miglior performance rivelazione a Yaya DaCosta
- 2011 - Premio Bodil
  - Candidatura Miglior film statunitense a Lisa Cholodenko
- 2010 - Boston Society of Film Critics Award
  - Candidatura Miglior attrice protagonista a Annette Bening
- 2011 - Artios Award
  - Miglior casting per un film studio o commedia indipendente a Laura Rosenthal e Liz Dean
- 2011 - Central Ohio Film Critics Association Awards
  - Candidatura Miglior film
  - Candidatura Miglior cast
  - Candidatura Migliore attrice protagonista a Annette Bening
  - Candidatura Migliore attrice protagonista a Julianne Moore
  - Candidatura Miglior attore non protagonista a Mark Ruffalo
  - Candidatura Miglior sceneggiatura originale a Lisa Cholodenko e Stuart Blumberg
- 2011 - Chlotrudis Awards
  - Miglior cast
- 2010 - Dallas-Fort Worth Film Critics Association Awards
  - Candidatura Miglior film
  - Candidatura Miglior attrice protagonista a Annette Bening
- 2010 - Environmental Media Awards
  - Candidatura Miglior film
- 2011 - GLAAD Media Awards
  - Miglior film della grande distribuzione
- 2010 - Gotham Independent Film Awards
  - Candidatura Miglior film
  - Candidatura Miglior cast
- 2010 - Humanitas Prize
  - Candidatura Miglior film a Lisa Cholodenko e Stuart Blumberg
- 2011 - NAACP Image Award
  - Candidatura Miglior film
- 2011 - Irish Film and Television Award
  - Miglior attrice internazionale a Annette Bening
- 2010 - Las Vegas Film Critics Society Awards
  - Candidatura Miglior attrice protagonista a Annette Bening
  - Candidatura Miglior attore non protagonista a Mark Ruffalo
  - Candidatura Gioventù nei film a Josh Hutcherson
- 2011 - London Critics Circle Film Awards
  - Attrice dell'anno a Annette Bening
  - Candidatura Film dell'anno
  - Candidatura Sceneggiatore dell'anno a Lisa Cholodenko e Stuart Blumberg
- 2011 - Golden Reel Award
  - Candidatura Miglior montaggio sonoro (Dialoghi e ADR) a Frank Gaeta e Elmo Weber
- 2011 - National Society of Film Critics Awards
  - Candidatura Miglior attrice protagonista a Annette Bening
- 2011 - Online Film Critics Society Awards
  - Candidatura Miglior attrice protagonista a Annette Bening
  - Candidatura Miglior attore non protagonista a Mark Ruffalo
  - Candidatura Miglior sceneggiatura originale a Lisa Cholodenko e Stuart Blumberg
- 2011 - PGA Awards
  - Candidatura Miglior produttore a Gary Gilbert, Jeffrey Kusama-Hinte e Celine Rattray
- 2010 - Phoenix Film Critics Society Awards
  - Candidatura Miglior film
  - Candidatura Miglior cast
  - Candidatura Miglior attrice protagonista a Annette Bening
  - Candidatura Miglior attrice protagonista a Julianne Moore
  - Candidatura Miglior attore non protagonista a Mark Ruffalo
  - Candidatura Miglior sceneggiatura originale a Lisa Cholodenko e Stuart Blumberg
- 2011 - Santa Barbara International Film Festival
  - The American Riviera Award a Annette Bening
- 2011 - Southeastern Film Critics Association Awards
  - Candidatura Miglior film
- 2011 - Vancouver Film Critics Circle
  - Candidatura Miglior attrice protagonista a Annette Bening
- 2010 - Washington DC Area Film Critics Association Awards
  - Candidatura Miglior cast
  - Candidatura Miglior attrice protagonista a Annette Bening
  - Candidatura Miglior sceneggiatura originale a Lisa Cholodenko e Stuart Blumberg
- 2010 - World Soundtrack Awards
  - Candidatura Compositore dell'anno a Carter Burwell
- 2011 - WGA Award
  - Candidatura Miglior sceneggiatura originale a Stuart Blumberg e Lisa Cholodenko